# Roda de Ter
Roda de Ter és una vila i municipi de la comarca d'Osona, i situada al centre de la regió de l'Alt Ter. Està ubicat a la part més baixa de la Plana de Vic. És un dels municipis amb menys extensió territorial de tota la comarca. És una vila bàsicament industrial. Antigament, la indústria va saber aprofitar el cabal del riu Ter per a generar energia per les fàbriques tèxtils.
| Entitat de població | Habitants (2024) |
| Roda de Ter         | 6.567            |
| els Pèlics          | 227              |
| la Creu de Codines  | 89               |
| Font: Idescat       |                  |

## Geografia
- Llista de topònims de Roda de Ter (Orografia: muntanyes, serres, collades, indrets..; hidrografia: rius, fonts...; edificis: cases, masies, esglésies, etc).

El municipi de Roda de Ter es troba al nord de la comarca d'Osona, al costat del riu Ter. La seva extensió és de 2,23 km², ja que l'any 1805 el seu territori es va dividir en escindir-se’n les Masies de Roda. Les Masies de Roda envolta gairebé la totalitat del municipi, llevat del sud-oest que limita amb el terme municipal de Gurb. Roda de Ter és un municipi amb molt poc territori, ja que el riu Ter ocupa un bon espai de la població.

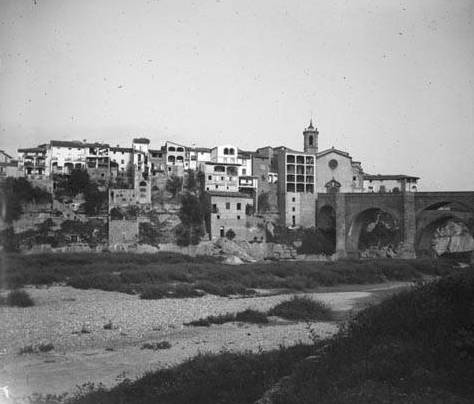
Roda de Ter en una imatge d'entre 1882 i 1890

## Història
L'emplaçament primitiu d'aquesta població es troba a la península de l'Esquerda, que actualment pertany al municipi de les Masies de Roda. En aquest punt hi hagué un assentament ibèric que arqueològicament pot recular-se fins al segle viii aC. Aquest primer assentament va cobrant importància i a la primera meitat del segle iv aC ja s'hi basteix una potent muralla defensiva. L'oppidum ibèric fou abandonat a partir del segle I aC.
Al segle ix, en aquesta mateixa península s'hi establiria una fortificació carolíngia destinada a controlar els avenços de les tropes musulmanes des del sud de la península Ibèrica. Aquesta fortificació fou destruïda durant la Revolta d'Aissó. De la seva existència només en resten algunes evidències arqueològiques, però cap rastre material, ja que era feta de fusta
També s'hi troba el monestir de Sant Pere de Casserres (situat al terme municipal de les Masies de Roda), que data del segle xi. Actualment està restaurat i museïtzat i es pot visitar.

## Administració
| Període   | Nom                                    | Partit polític |
| --------- | -------------------------------------- | -------------- |
| 1979-1983 | Lluís Aguilar                          | CiU            |
| 1983-1987 | Francesc X. Ventura Calm               | JiP            |
| 1987-1991 | Francesc X. Ventura Calm               | PMO            |
| 1991-1995 | Francesc X. Ventura Calm               | IPMO           |
| 1995-1999 | Francesc Ribas Sala                    | CiU            |
| 1999-2003 | Francesc Ribas Sala                    | CiU            |
| 2003-2007 | Antoni Llach Vidal / Jordi Serra Macià | IPR-PSC / ERC  |
| 2007-2011 | Antoni Llach Vidal                     | IPR-PSC        |
| 2011-2015 | Jordi Serra Macià                      | ERC            |
| 2015-2019 | Albert Serra Vergara                   | IPR            |
| 2019-2020 | Albert Serra Vergara                   | IPR            |
| 2020-2023 | Roger Corominas Berloso                | ERC            |
| 2023-     | Toni Mas Febrer                        | ERC            |

## Entitats esportives del municipi[3]
- Unió ocellaire de Roda de Ter
- Club patí Roda
- Club tennis taula de Roda de Ter
- Amics del motor de Roda de Ter

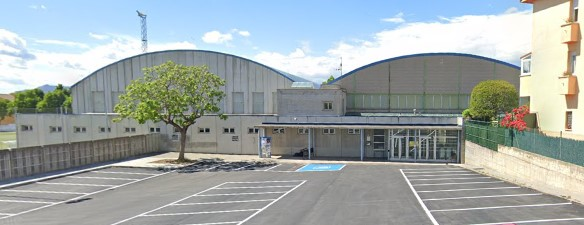
Pavelló Municipal de Roda de Ter

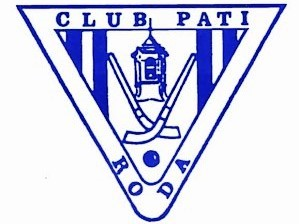
Escut del Club Patí Roda

- Societat de pescadors esportius de Roda de Ter
- Club petanca Roda de Ter
- Club escacs Roda
- Penya blaugrana de Roda de Ter i les Masies
- Club patinatge artístic Roda
- Tocats per la boira
- Penya blanc i blava de Roda de Ter
- Club bàdminton Roda
- Club ciclista pedal Ter
- Centre Esportiu Roda de Ter
- Club bàsquet Roda
- Associació cultural i esportiva de billar Roda i Masies de Roda
- Societat de caçadors de Roda de ter i les Masies de Roda
- Eskerdats. Assemblea de joves de Roda de Ter

## Llocs d'interès
- Pont Vell.
- Antiga fàbrica de La Blava.
- Església parroquial, St Pere de Roda.
- Capella del Sòl del Pont.
- Teatre Eliseu.
- Poblat ibèric i medieval de l'Esquerda. Està inclòs dins la Ruta dels Ibers i gestionat pel Museu Arqueològic de l'Esquerda.[4] (a les Masies de Roda).
- Monestir de St. Pere de Casserres (a les Masies de Roda).
- Fundació i Casa-Museu Miquel Martí i Pol
- Biblioteca Bac de Roda

## Persones il·lustres
- Francesc Macià i Ambert (Bac de Roda) (1658 – 1713), polític austriacista i guerriller.
- Josep Mas i Torre (Mas de Roda), polític i militar austriacista.
- Josep Baucells i Prat (1862 – 1926), mestre i escriptor.
- Esteve Busquets i Molas (1908 – 1991), poeta.
- Miquel Martí i Pol (1929 – 2003), poeta[5]
- Jaume Salés i Sanjaume (1932 – 2010), escriptor i historiador.
- Emili Teixidor i Viladecàs (1933 – 2012), escriptor.
- Miquel Obiols i Prat (1945), escriptor.
- Tecla Sala i Miralpeix (1886-1973), empresària.

## Demografia
| 1497 f | 1515 f | 1553 f | 1717 | 1787  | 1857  | 1877  | 1887  | 1900  | 1910  |
| ------ | ------ | ------ | ---- | ----- | ----- | ----- | ----- | ----- | ----- |
| 32     | 26     | 30     | 465  | 1.197 | 1.931 | 2.258 | 2.252 | 2.287 | 2.432 |

| 1920  | 1930  | 1940  | 1950  | 1960  | 1970  | 1981  | 1990  | 1992  | 1994  |
| ----- | ----- | ----- | ----- | ----- | ----- | ----- | ----- | ----- | ----- |
| 2.449 | 2.903 | 2.890 | 3.208 | 3.582 | 4.155 | 4.516 | 4.812 | 5.061 | 5.061 |

| 1996  | 1998  | 2000  | 2002  | 2004  | 2006  | 2008  | 2010  | 2012  | 2014  |
| ----- | ----- | ----- | ----- | ----- | ----- | ----- | ----- | ----- | ----- |
| 5.002 | 5.076 | 5.148 | 5.294 | 5.365 | 5.535 | 5.863 | 6.118 | 6.172 | 6.124 |

| 2016  | 2018  | 2020  | 2022  | 2024  | 2026 | 2028 | 2030 | 2032 | 2034 |
| ----- | ----- | ----- | ----- | ----- | ---- | ---- | ---- | ---- | ---- |
| 6.116 | 6.197 | 6.490 | 6.555 | 6.900 | -    | -    | -    | -    | -    |